# De pitón a pitón
Dans le monde de la tauromachie, on désigne par De pitón a pitón, (signifiant en français : de corne à corne), une série de passes de muleta de la main droite (derechazo) effectuées par le matador face au taureau. 

## Historique
Avant la révolution belmontienne, à l'époque où les matadors n'étaient encore que de simples tueurs et non des muleteros, leurs faenas se résumaient le plus souvent à cette simple manœuvre appelée familièrement de nos jours le « chasse-mouche » ou le « macheteo » (« coups de machette »), juste avant l'estocade. 

## Description
Le matador  déplace d'un geste sec la muleta en position basse sans que le taureau ne passe. Elle est utilisée soit pour fixer un taureau difficile en freinant sa charge, soit au contraire, en fin de faena pour montrer au public que l'animal n'a pas d'embestida (charge), et ne mérite pas son attention.